# WWE Judgment Day
Judgment Day este un eveniment pay-per-view anual de wrestling organizat în luna mai de federația World Wrestling Entertainment. Prima ediție a pay-per-view-ului a avut loc în octombrie 1998, fiind o gală din cadrul evenimentelor WWF In Your House. În 2000, Judgement Day a devenit pay-per-view-ul WWE oficial al lunii mai, desfășurat imediat după Backlash.
În perioada 2004-2006, Judgement Day a fost un eveniment exclusiv al diviziei SmackDown!.

## Istoric

### 2007
Judgment Day 2007 a avut loc pe data de 20 mai 2007, evenimentul fiind găzduit de arena Scottrade Center din St. Louis, Missouri.
Melodia oficială a ediției din 2007 este  "I Don't Wanna Stop", interpretată de Ozzy Osbourne.
Au fost programate următoarele meciuri :
- Dark match: Kane l-a învins pe William Regal 
  - Kane a obținut victoria prin pinfall, după un Chokeslam.
- Ric Flair l-a învins pe Carlito (15:35)
  - Flair a câștigat prin submission, aplicându-i lui Carlito un Figure-Four Leglock.
- Bobby Lashley i-a învins pe campionul ECW Vince McMahon, Shane McMahon și Umaga într-un Handicap match (1:14)
  - Lashley l-a numărat pe Shane, după un Dominator powerslam.
  - Meciul conta pentru centura ECW, dar după meci Vince a declarat că deținătorul titlului va rămâne același pentru că nu a fost el cel numărat de Lashley.
- CM Punk l-a învins pe Elijah Burke (16:51)
  - Punk a obținut pin-ul după un GTS (Go To Sleep).
- Randy Orton l-a învins pe Shawn Michaels (4:31)
  - Orton a câștigat după ce arbitrul a oprit meciul din cauza faptului că Shawn nu mai putea continua lupta. Anterior, Orton îl atacase pe Michaels în culise, izbindu-l de o structură metalică.
- The Hardys (Matt și Jeff) i-au învins pe Lance Cade și Trevor Murdoch, într-un meci contând pentru titlul WWE World Tag Team Championship (15:03)
  - Jeff l-a numărat pe Cade după un Twist of Fate aplicat de Matt și o Swanton Bomb executată de Jeff.
- Edge l-a învins pe Batista, păstrându-și titlul de campion World Heavyweight (10:38)
  - Edge a învins prin pinfall (school boy).
- Montel Vontavious Porter l-a învins pe Chris Benoit într-un meci de tipul 2 out of 3 Falls, devenind noul campion al Statelor Unite (14:10)
  - MVP a obținut de două ori pin-ul, prima dată după aplicarea unui Playmaker (8:13), iar a doua oară cu un Inside Cradle (14:10)
- John Cena l-a învins pe The Great Khali, păstrându-și titlul de campion WWE (10:15)
  - Cena a câștigat prin submission, în urma aplicării unui STFU.

### 2008
Judgement Day 2008 va avea loc pe data de 18 mai 2008, evenimentul fiind gazduit de Qwest Center Omaha din Omaha, Nebraska.
- John Cena l-a învins pe John "Bradshaw" Layfield
  - Cena a câștigat prin pinfall dupa un FU
- John Morrison & The Miz (c) i-au învins pe  Kane & CM Punk păstrându-și titlurile WWE Tag Team Championship
  - Morrison a câștigat prin pinfall, numărându-l pe CM Punk după un Moonlight Drive
- Shawn Michaels l-a învins pe Chris Jericho
  - Michaels a câștigat prin pinfall cu un roll-up
- Mickie James le-a învins pe Beth Pheonix și Melina într-un Triple threat match păstrându-și titlul WWE Women Championship
  - Mickie a câștigat prin pinfall după aplicarea unui DDT asupra Melinei
- The Undertaker l-a învins pe Edge prin count-out pentru WWE World Heavyweight Championship
  - Undertaker nu este noul campion după ce Vickie Guerrero a anunțat că titlul se poate câștiga doar prin pinfall sau submission
- Jeff Hardy l-a învins pe Montel Vontavious Porter
  - Jeff a câștigat prin pinfall după un whisper in the wind
- Triple H l-a învins pe Randy Orton într-un Steel Cage match păstrându-și titlul WWE Championship
  - Triple H a câștigat prin pinfall după un Pedigree